# 立神峡

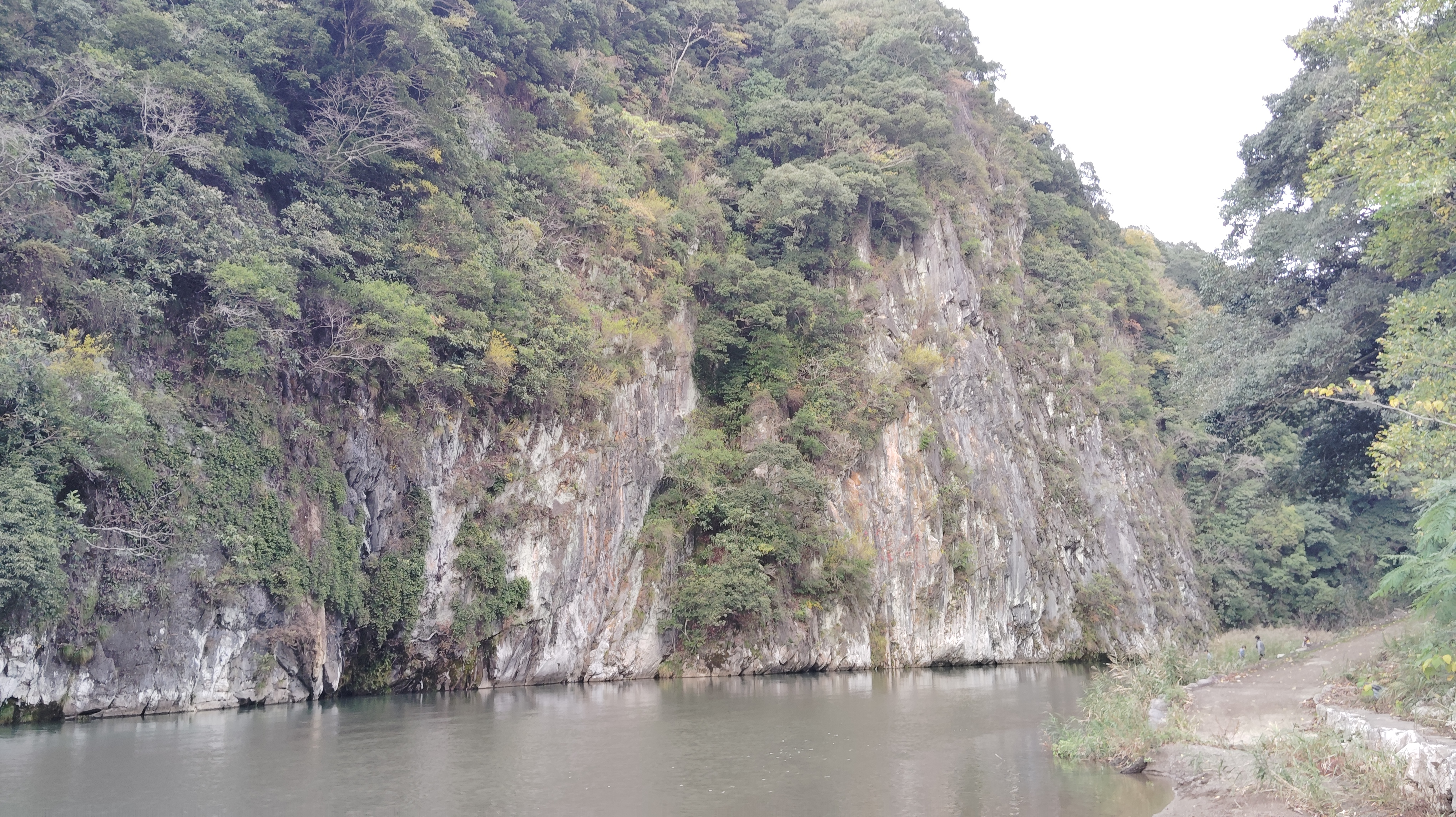
肥後の空滝

立神峡（たてがみきょう）は、熊本県八代郡氷川町にある峡谷。

## 概要
熊本県有数の紅葉の名所として知られる渓谷。八代市泉町を源流として八代海に注ぐ氷川が石灰岩層を侵食してできた高さ75m・幅250mの岸壁で知られ、「肥後の空滝」や「肥後の赤壁」とも呼ばれている。周辺は「立神峡里地公園」として整備され、キャンプ場や遊歩道、長さ71ｍ・高さ20ｍのつり橋「火の国橋」などがある。

## 交通アクセス
- JR九州鹿児島本線有佐駅より九州産交バス種山ゆき・八農分校前ゆきに乗車し「立神峡公園入口・ひかわの里前」下車、徒歩7分（550m）。
- マイカーの場合、九州自動車道八代インターチェンジから約9km、もしくは宇城氷川スマートインターチェンジから7.5km。
- 駐車場あり

## ギャラリー

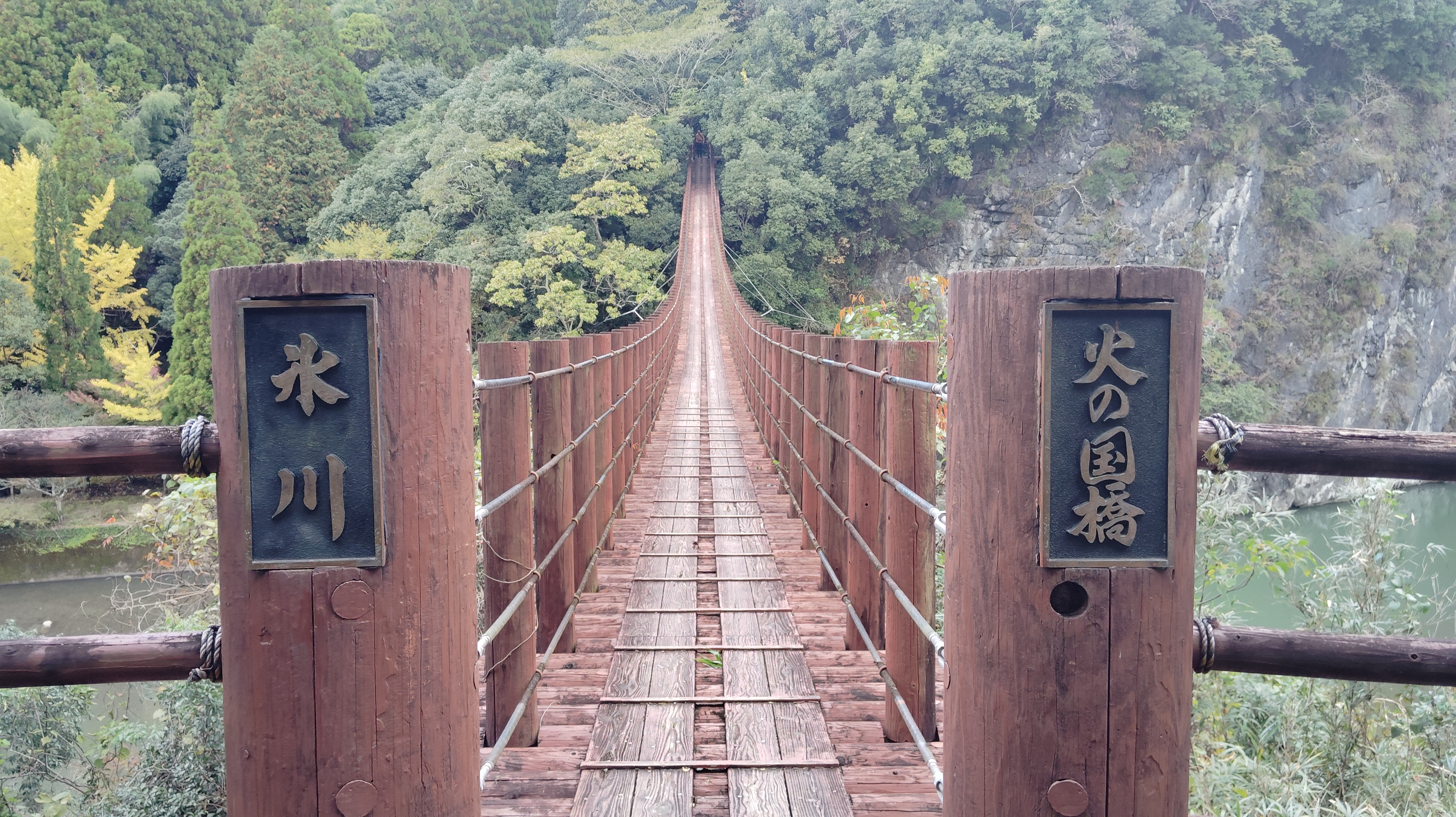
火の国橋
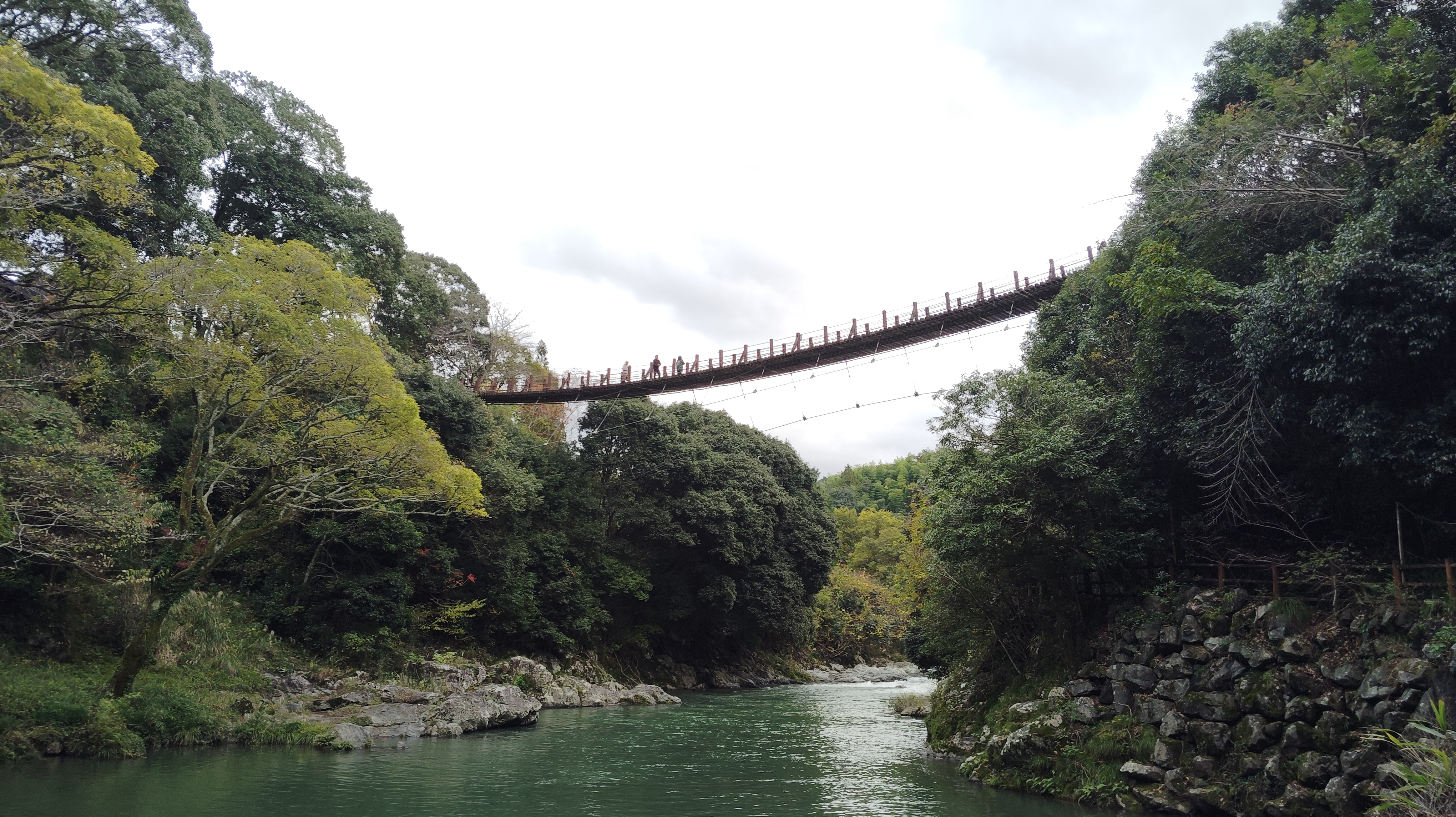
竜神橋
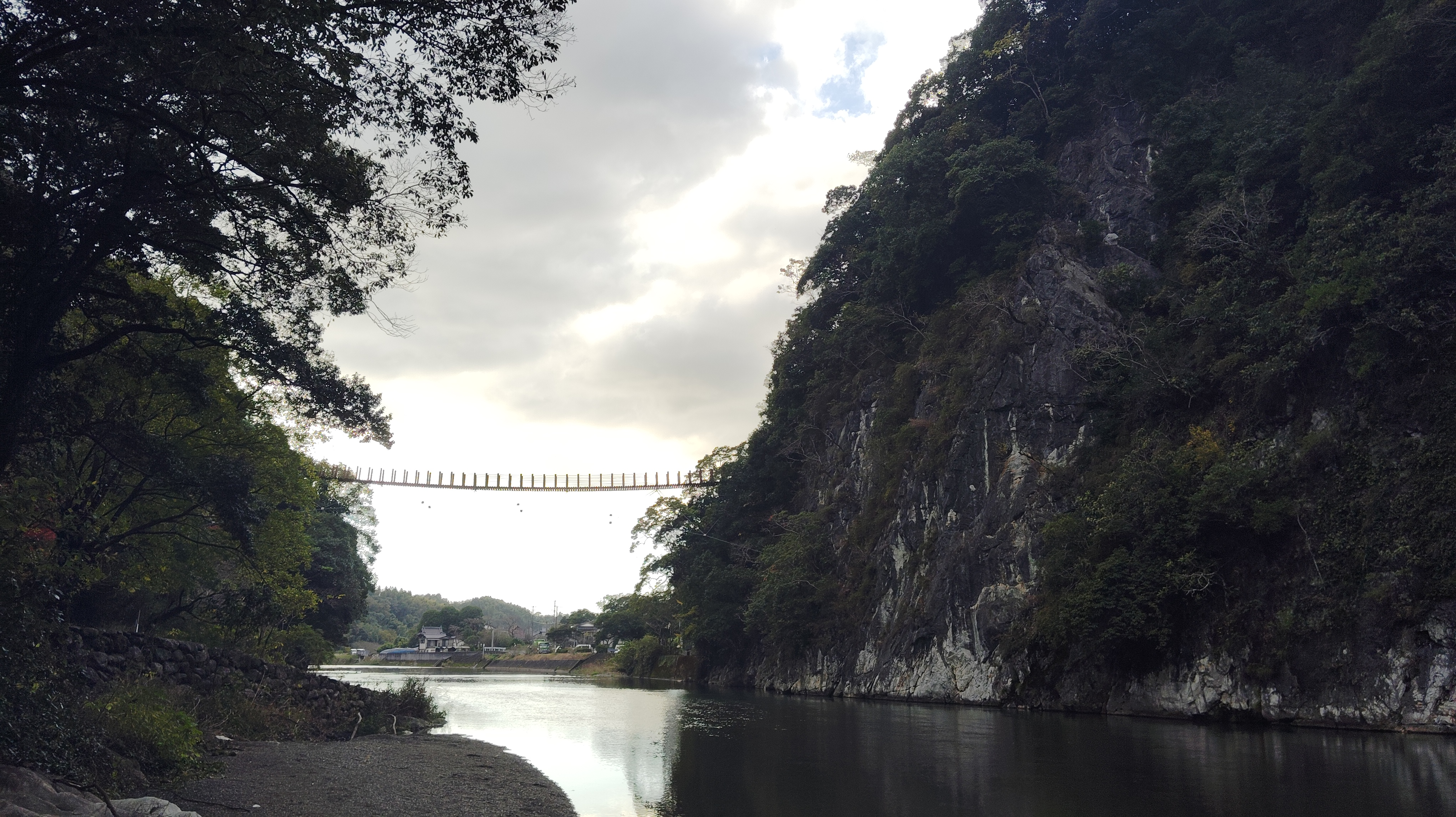
火の国橋と氷川
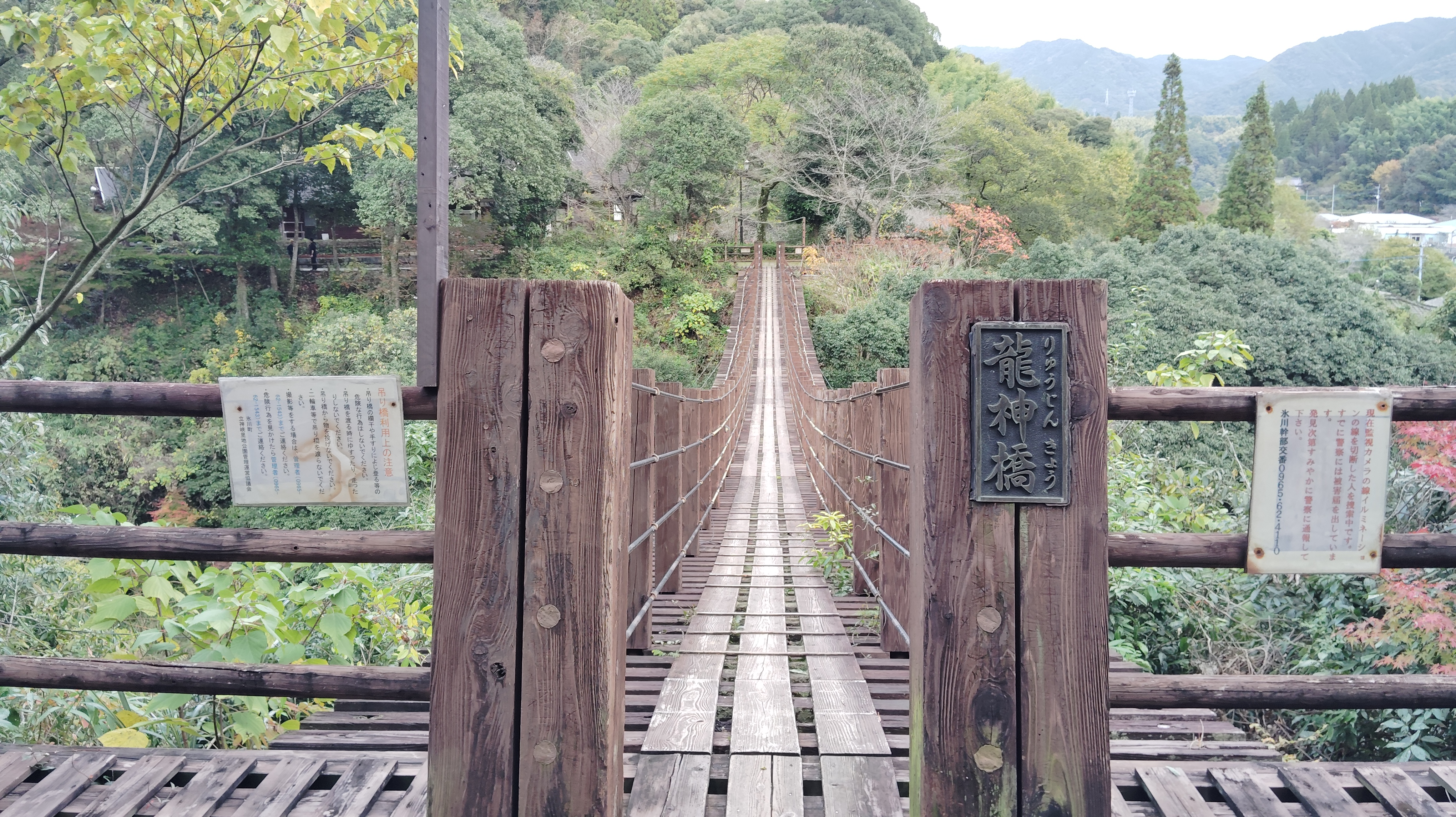
竜神橋、遊歩道より